# Gérard Grizzetti
Gérard Grizzetti (Aubervilliers, 20 novembre 1943) è un ex calciatore francese, di ruolo mezzala destra.

## Carriera
Figlio del calciatore italiano Angelo, iniziò la carriera nel Cercle Athlétique de Paris con cui ottiene il diciottesimo posto della Division 2 1961-1962.
Dopo aver vinto la Coppa delle Alpi 1962 tra le file degli italiani del Genoa, passa al Racing Club de France, club con cui retrocede in Division 2 al termine della stagione 1963-1964. Con il club capitolino la stagione seguente, tra i cadetti, ottiene il dodicesimo posto ed il diciassettesimo nella Division 2 1965-1966.
Torna a giocare nella massima serie con l'Monaco, ottenendo il quattordicesimo posto della Division 1 1966-1967.
Nel 1967 passa all'AS Angoulême, club con cui ottiene la promozione al termine della Division 2 1968-1969, di cui diventa capocannoniere con 54 reti in quaranta incontri disputati. In massima serie francese con l'AS Angoulême gioca tre anni, impreziosita dal quarto posto ottenuto nella Division 1 1969-1970. Retrocesso al termine della stagione 1971-1972, gioca ancora una stagione tra i cadetti con il club d'Angoulême.

## Palmarès

### Club

#### Competizioni internazionali
- Coppa delle Alpi: 1

Genoa: 1962

### Individuale
- Capocannoniere della Division 2: 1

1968-1969 (54 gol)